# ريزربليد رومانس
ريزربليد رومانس

هو الألبوم الثاني لفرقة هيم ويحتوي الألبوم على 13 أغنية.
لقد جعلت الأغنية المنفردة جوين مي ان ديث فرقة هيم مشهورة جداً في أوروبا بعدما اختيرت ك (بالإنجليزية: Soundtrack)‏ في الفيلم الأوروبي ذا ثيرتينث فلور  The 13th Floor. وأصبحت هذه الأغنية أكثر أغنية منفردة مبيعاً في تاريخ فنلندا الموسيقي.
ولقد تم نشر الألبوم في الولايات المتحدة الأمريكية تحت اِسم هير (Her) لأنه كانت هناك فرقة جاز أمريكية من شيكاغو تسمى هيم (HiM) وكانت لها حقوق الاِسم، لكن لاحقاً اِشترت الفرقة حقوق الاِسم وأصبح بمقدور هيم نشر الألبومات باِسمهم الأصلي في الولايات المتحدة الأمريكية.

## ترتيب الأغاني (النسخة الألمانية والفنلندية)
I Love You (Prelude to Tragedy).1

ريزربليد رومانس.2

Join Me in Death.3

ريزربليد رومانس.4

ريزربليد رومانس.5

Razorblade Kiss.6

Bury Me Deep Inside Your Heart.7

Heaven Tonight.8

Death Is in Love With Us.9

Resurrection.10

One Last Time.11

Sigillum Diaboli.12

The 9th Circle.13

## ترتيب الأغاني (نسخة الولايات المتحدة الأمريكية)[3]
يور سويت سكس سكس سكس – 3:56.1

 Poison Girl – 3:51.2

 Join Me in Death – 3:36.3

Right Here in My Arms – 4:00.4

Bury Me Deep Inside Your Heart – 4:15.5

ويكد جيم – 4:04.6

I Love You (Prelude to Tragedy) – 3:09.7

Gone with the Sin – 4:21.8

Razorblade Kiss – 4:18.9

Resurrection – 3:39.10

Death Is in Love with Us – 2:57.11

Heaven Tonight – 3:18.12

Sigillum Diaboli – 3:53.13

One Last Time – 5:09.14

## ترتيب الأغاني (نسخة HER المحدودة)[4]
1. Your Sweet 666 - 3:56
2. Poison Girl - 3:50
3. Join Me in Death - 3:38
4. Right Here in My Arms - 4:03
5. Bury Me Deep Inside Your Heart - 4:16
6. Wicked Game - 4:05
7. I Love You (Prelude To Tragedy) - 3:09
8. Gone With the Sin - 4:21
9. Razorblade Kiss - 4:18
10. Resurrection - 3:39
11. Death Is In Love With Us - 2:57
12. Heaven Tonight - 3:21
13. Sigillum Diaboli - 3:54
14. The 9th Circle (OLT) - 5:09
15. One Last Time - 5:09